# Frank Keith Simmons
Frank Keith Simmons, britanski general, * 1888, † 1952.